# معركة أورانيك (1456)
وقعت معركة أورانيك الثانية في ربيع عام 1456 في سهول أورانيك (ديبار في مقدونيا الحالية) بين المتمردين الألبان بقيادة إسكندر بك والدولة العثمانية.